# 晴れ ときどき くもり (映画)
『晴れ ときどき くもり』（原題:Partly Cloudy）は2009年5月29日（日本では12月5日）に劇場公開されたアメリカの短編アニメ映画である。監督はピーター・ソーン、音楽はマイケル・ジアッキノ、ケヴィン・リハーにより制作された。『カールじいさんの空飛ぶ家』と同時上映された。

## ストーリー
あらゆる動物の赤ちゃんは、コウノトリが運んでいます。では、コウノトリは一体どこから赤ちゃんを連れてくるの？その秘密は、なんと雲の中に・・・。（「カールじいさんの空飛ぶ家」チラシ・パンフレットに掲載のものを引用）